# Роза Хутор екстрим парк
Роза Хутор екстрим парк (рус. Экстрим-Парк Роза Хутор) спортски је центар на отвореном намењен слободном скијању и сноубордингу. Налази се западно од центра за алпско скијање Роза Хутор у варошици Красна Пољана у Краснодарском крају Руске Федерације. Саграђен је наменски за потребе Зимских олимпијских игара 2014. чији је домаћин руски град Сочи.
Спортски терени су отворени за посетиоце и за такмичаре у септембру 2012. године. Капацитет трибина уз стазе за сноубординг је 6.250 места, док се уз стазе за слободно скијање налазе трибине са 4.000 седећих места.